# Klaus Glahn
Klaus Glahn (ur. 23 marca 1942) – niemiecki judoka. Dwukrotny medalista olimpijski.
Reprezentował barwy Republiki Federalnej Niemiec. Brał udział w dwóch igrzyskach olimpijskich (IO 64, IO 72, w 1968 judo nie było w programie igrzysk), na obu zdobywał medale. W  1964, w barwach olimpijskiej reprezentacji Niemiec, brąz w kategorii open, w 1972, jako reprezentant RFN, w wadze ciężkiej (powyżej 93 kilogramów). Zdobył pięć medali mistrzostw świata: srebro w wadze open w 1967, w wadze ciężkiej w 1969 i 1971. W kategorii open zdobył ponadto brąz w 1971 i 1973. Trzykrotnie zdobywał tytuł indywidualnego mistrza Europy (1963 – amatorów, 1968, 1970). Jako senior wywalczył siedem tytułów mistrza kraju.